# Protaetia asiatica
Protaetia asiatica är en skalbaggsart som beskrevs av Franz Faldermann 1835. Protaetia asiatica ingår i släktet Protaetia och familjen Cetoniidae. Inga underarter finns listade i Catalogue of Life.